# Ninian Stephen
Pour les articles homonymes, voir Stephen.
Ninian Stephen, né le 15 juin 1923 dans l'Oxfordshire (Angleterre) et mort le 29 octobre 2017 à Melbourne, est un barrister et homme d'État australien, juge à la Haute Cour d'Australie de 1972 à 1982 puis 20e gouverneur général, en fonction de 1982 à 1989.

## Biographie
Ninian Stephen naît à Nettlebed, dans le comté d'Oxford, en Angleterre de parents écossais, et émigre en Australie avec sa mère (son père est mort alors qu'il avait moins d'un an) en 1940. Il poursuit ses études à l'université de Melbourne mais les interrompt lors de la Seconde Guerre mondiale. Il est enrôlé dans l'armée australienne et sert en Nouvelle-Guinée et à Bornéo. 
Il achève ses études de droit en 1950 et entre dans le corps judiciaire de l'État de Victoria. Dans les années 1960, il devient l'un des spécialistes du droit constitutionnel et commercial australien.
Le 30 juin 1970, il est nommé juge à la Cour suprême du Victoria, poste qu'il occupe jusqu'au 29 février 1972. Il est ensuite nommé à la Haute Cour d'Australie.
En 1982, il est nommé Gouverneur général par la reine Élisabeth II sur proposition du Premier ministre Malcolm Fraser. Homme politique discret, il se fait remarquer par sa connaissance des lois constitutionnelles et par sa neutralité. Quand le gouvernement de Fraser fut remplacé par un gouvernement travailliste conduit par Bob Hawke en 1983, il continue d'assurer ses fonctions. En 1987, la reine prolongea son exercice de 18 mois, par reconnaissance pour son comportement[réf. souhaitée] et pour permettre à son successeur, Bill Hayden, de se retirer tranquillement de ses fonctions politiques.
Il est finalement remplacé à son poste le 16 février 1989.
Il meurt le 29 octobre 2017 à l’âge de 94 ans.

## Distinctions
- Chevalier commandeur de l'ordre de l'Empire britannique (KBE) en 1970
- Chevalier de l'ordre d'Australie (AK) en 1982[3]
- Médaille du Centenaire en 2001 (Australie)[4]
- Chevalier grand-croix de l'ordre de Saint-Michel et Saint-George (GCMG) en 1982[5]
- Chevalier grand-croix de l'ordre royal de Victoria (GCVO) en 1982[6]
- Chevalier de la Jarretière (KG) en 1994[7]
- Chevalier de la Légion d'honneur en 1983